# Cù Vân
Cù Vân là một xã thuộc huyện Đại Từ, tỉnh Thái Nguyên, Việt Nam.

## Địa lý
Xã Cù Vân nằm ở phía đông huyện Đại Từ, có vị trí địa lý:
- Phía đông giáp xã An Khánh
- Phía tây giáp các xã Hà Thượng, Phục Linh và Tân Thái
- Phía nam giáp thành phố Thái Nguyên
- Phía bắc giáp huyện Phú Lương.

Xã Cù Vân có diện tích 15,29 km², dân số năm 1999 là 6.078 người, mật độ dân số đạt 398 người/km².
Quốc lộ 37 và tuyến đường sắt Quan Triều - Núi Hồng chuyên chở khoáng sản chạy qua địa bàn xã, hai tuyến đường này chạy song song với nhau.
Cù Vân là nơi khởi nguồn của suối Phượng Hoàng, một phụ lưu nhỏ của sông Cầu, một phần nhỏ phía bắc của xã nằm trên lưu vực sông Đu, một phụ lưu lớn hơn của sông Cầu. Ngoài ra, xã cũng có hồ Phượng Hoàng, một hồ chứa nhân tạo với mục đích tưới tiêu.

## Hành chính
Xã Cù Vân được chia thành 13 xóm: 1, 2, 3, 4, 5, 6, 7, 8+9, 10, 11, 12, 13, 14.